# Bernard Lemoux
Bernard René Lemoux est un dirigeant d'entreprise français, président du Stade rennais football club de 1973 à 1977.

## Biographie
Né en 1942, il est le fils d'un routier et d'une femme de ménage, et il est le créateur de la société Pavillons Bernard Lemoux. Il est, quelques mois avant son élection à la présidence, à la tête du club des supporters. Il démissionne du poste de président du club des supporters au printemps 1973, étant en désaccord avec le transfert réalisé par le club de Raymond Keruzoré à l'Olympique de Marseille.
Il accède à la présidence du Stade rennais le 22 octobre 1973, et fera revenir Keruzoré au club l'été suivant. À sa prise de fonction, le Stade rennais est dans une situation financière difficile, et Lemoux sollicite une nouvelle fois les supporters en leur vendant des autocollants marqués du slogan « Je suis Breton. Allez Rennes ! », et en lançant une souscription auprès des entreprises bretonnes.
Il est président du Stade Rennais de 1973 à 1977 où il est à l'origine de l'arrivée de Laurent Pokou. Sa présidence reste marquée par son opposition aux intellectuels de l'équipe en 1975. Après un bon début de saison, Raymond Keruzoré se brouille peu à peu avec Lemoux et avec la plupart de ses coéquipiers. En effet, il est très engagé politiquement à l'extrême-gauche, taxé de gauchiste-maoïste par les uns, d'intello par les autres, et son militantisme lui vaut des inimitiés au club et plus généralement dans le monde du football. Il est chassé du Stade rennais avec une condamnation de « rupture de contrat », cassée en appel. Keruzoré est recruté en 1975 par le Stade lavallois d'Henri Bisson, avec le consentement spontané de Michel Le Milinaire, refusant se s'arrêter à ces considérations extra-sportives.
En 1977, Bernard Lemoux démissionne en laissant le club dans une situation financière catastrophique. En 1979, il aide financièrement le Stade rennais pour boucler son budget, et son entreprise en est le sponsor maillot. Il vend ses affaires pour rejoindre la politique en 1986 sous l'influence de Jacques Chirac, au secrétariat national à l'administration du RPR.